# Oraesia tentans
Oraesia tentans là một loài bướm đêm trong họ Noctuidae.